# A Paródia (jornal)
A Paródia foi o terceiro jornal humorístico fundado e dirigido por Rafael Bordalo Pinheiro, publicado semanalmente em Lisboa entre 1900 e 1907 (o primeiro número data de 17 de Janeiro de 1900 e o último de 1 de Junho de 1907), encerrando a publicação dois anos após a morte de RBP. Ele que é o grande mestre desta coleção, e que com ela alcança o seu apogeu artístico ao colocar “a caricatura ao serviço da tristeza pública”. Em A Paródia a linha crítica e irónica, atributo caraterístico das produções de RBP, continua realçada, mas, se O António Maria ilustrou a Regeneração e o seu ministro Fontes Pereira de Melo, A Paródia procura ser o retrato mordaz da sociedade portuguesa: “A Paródia somos nós todos” (dizem os próprios autores), e o sucesso foi tal que as tiragens atingiram números próximos dos 25.000 exemplares. Na direção deste periódico, além de RBP, e em momentos diferentes,  surgem também os nomes de Gustavo Bordalo Pinheiro (passou a dirigir depois da morte de seu pai, a partir do nº 188, e também colaborou artísticamente) e Marcelino Mesquita (diretor literário após a fusão de A Paródia com A Comédia Portuguesa). Na colaboração artística, animam este jornal:  Celso Hermínio, Jorge Cid, Manuel Monterroso, João de Saavedra, Petrus, Manuel Maria, Sancho, Alfredo Cândido, Botelho, Neca, A. T. B. entre outros. Já na  produção literária assinam  João Chagas (João Rimanso; em 1906, João Risonho)  Rivol e Tito Litho (Guedes de Oliveira, do Porto), poetas de gazetilha, José Inácio de Araújo, Thyrso, Teixeira de Sousa, Marcelino Mesquita (Dois Emes), Esculápio (Eduardo Fernandes), e, depois, com vários pseudónimos ocasionais, de cuja maioria se desconhece a identificação: João Evangelista, Pimpolho, Barão Quim, Xenofonte de Risco ao Lado, Bonifácio, Simplício, Caturra (Cândido de Figueiredo), O Outro Eu, O Ferrador, entre outros.